# Stefan Tewes (Hockeyspieler)
Stefan Tewes (* 24. November 1967 in Mülheim an der Ruhr) ist ein ehemaliger deutscher Hockeyspieler und Olympiasieger. Nach dem Ende der sportlichen Karriere wurde er Unternehmer und betreibt die Kaffeehaus-Kette Coffee Fellows.

## Sportliche Karriere
Stefan Tewes begann seine Karriere bei Uhlenhorst Mülheim und wurde mit dieser Mannschaft 1985, 1986, 1987, 1988 und 1990 Deutscher Meister, 1987 gewannen die Mülheimer zusätzlich die Hallenmeisterschaft. Von 1988 bis 1990 gewann Tewes mit Mülheim dreimal in Folge den Europapokal der Landesmeister. 1990 wechselte Tewes nach München und schloss sich Rot-Weiß München an, mit diesem Verein belegte er 1991 den zweiten Platz in der deutschen Hockey-Meisterschaft.
Der Abwehrspieler war 1985 Juniorenweltmeister und 1988 Junioreneuropameister. 1989 debütierte er in der deutschen Hockeynationalmannschaft, mit der er 1991 bei der Feldhockey-Europameisterschaft den Titel gewann. Bei den Olympischen Spielen 1992 war Tewes in allen sieben Spielen dabei und erreichte mit der deutschen Mannschaft den ersten Olympiasieg nach zwanzig Jahren. 1993 beendete Stefan Tewes seine Karriere in der Nationalmannschaft. Insgesamt spielte Tewes in 37 Länderspielen mit.
Stefans jüngerer Bruder Jan Peter Tewes stand 1992 ebenfalls in der Olympiasiegermannschaft.

## Berufliche Tätigkeit
Schon während der Zeit des Hockeyspiels studierte Tewes Betriebswirtschaft. Nach dem Ende der sportlichen Karriere schloss er das Studium ab und promovierte. Er wurde von der Unternehmensberatung Roland Berger übernommen, bei der er schon seit dem Studium nebenbei gearbeitet hatte. Bei Roland Berger spezialisierte er sich auf Einzelhandel und ging in den späten 1990er Jahren nach London, wo er eine Supermarktkette beriet. Dort entwickelten er und seine Frau Kathrin Tewes die Idee einer Kaffeehaus-Kette. In London und auf Dienstreisen in den USA hatte er das Konzept der „Coffee shops“ kennen und schätzen gelernt.
Banken finanzierten die Geschäftsgründung nur unter der Bedingung, dass Tewes weiterhin bei Roland Berger ein sicheres Einkommen erhielt, deshalb wurde 1999 Kathrin Tewes Geschäftsführerin bei der Eröffnung des ersten Coffee-Fellows-Ladens auf der Münchner Leopoldstraße. Kathrin Tewes hatte auf Lehramt studiert, aber keine Stelle gefunden. So richtete sie die Filiale ein und betrieb das Tagesgeschäft. Eine zweite Filiale in Düsseldorf floppte und musste geschlossen werden. Eine weitere Münchner Filiale funktionierte. Um seine Berater-Tätigkeit aufgeben zu können, musste Fremdkapital in das Kaffee-Geschäft fließen.
Die Expansion von Coffee Fellows wurde 2000 weitgehend auf das Franchisesystem umgestellt und Tewes konnte sich ganz dem Ausbau widmen. Das Geschäft entwickelte sich positiv und Coffee Fellows ist größter Betreiber von Kaffeehäusern in Deutschland (Stand 2017) vor Starbucks mit über 200 Filialen und rund 1200 Mitarbeitern. Etwa 30 % der Filialen werden direkt betrieben, der Rest im Franchise. Seit 2014 ist die LBBW Asset Management mit 22 % am Unternehmen beteiligt.
Im April 2018 eröffnete Coffee Fellows ein erstes Hotel in Dortmund. Das Kaffeehaus im Erdgeschoss dient auch als Rezeption des Hotels, was den Personalaufwand in den für das Hotel ruhigen Tageszeiten erheblich reduziert. Das Unternehmen plant den Aufbau einer Hotelkette mittelgroßer Innenstadthotels mit einfachem Standard.